# Le Savant et le Chimpanzé
Le Savant et le Chimpanzé (El sabio y el chimpancé) es un cortometraje francés de comedia muda de 1900 dirigido por Georges Méliès.

## Trama
En una casa de dos pisos (el diseño de la sección transversal del decorado permite al espectador ver ambos niveles), un médico está estudiando a un mono enjaulado. Cuando el doctor se va por un momento, el mono escapa de la jaula y comienza a causar estragos en ambos pisos. La cola del mono se desprende y adquiere vida propia, adhiriéndose a la nariz del médico. Tanto el médico como el ama de llaves corren tratando de restablecer el orden, pero el mono continúa volcando los muebles y le arranca la falda al ama de llaves, dejándola en pololos. Cuando termina el cortometraje, toda la casa está en ruinas.

## Producción y estreno
El propio Méliès interpreta al doctor. El decorado de dos pisos se reutilizó más tarde ese mismo año en La Maison tranquille, en la que Méliès interpreta a uno de los inquilinos.
La película fue estrenada por la Star Film Company de Méliès y tiene el número 317 en sus catálogos, donde se publicitó como una scène comique.

## Recepción
En un análisis comparativo de la historia del cine y los videojuegos, Manuel Garin Boronat señala que la imaginería de la película prefigura la acción multinivel del juego de Nintendo Donkey Kong (1981). Rae Beth Gordon, en un estudio de la patología en la obra de Méliès, comenta que la película, con su mono travieso provocando un comportamiento igualmente travieso en un ser humano, evoca temas de evolución y de la "tendencia de la humanidad a imitar lo que vemos" (tendance de singer ce qu'on voit). Gordon también señala que los monos aparecen en varias otras películas de Méliès, incluidas Les Quat'Cents Farces du diable; sus papeles en estas películas, como imitadores y portadores del caos, se asemejan mucho a las funciones similares de diablillos y demonios en muchas de las comedias de Méliès.